# دنغ جياشيان
دنغ جياشيان (باللغة الصينية المبسطة: 邓稼先; باللغة الصينية التقليدية: 鄧稼先; في نظام بينيين: Dèng Jiàxiān) كان فيزيائيًا نوويًا صينيًا وأكاديميًا في الأكاديمية الصينية للعلوم. كان منظمًا رئيسيًا ومساهمًا رئيسيًا في برامج الأسلحة النووية الصينية.

## السيرة الشخصية
ولد دنغ في هوينينغ، آنهوي، الصين، في 25 يونيو 1924. بعد تخرجه من الجامعة الوطنية ساوثويسترن أسوشيتد، قام بالتدريس في جامعة بكين. ذهب إلى الولايات المتحدة عام 1948 للدراسة في جامعة بوردو، وحصل على درجة الدكتوراه في الفيزياء عام 1950. عاد إلى جمهورية الصين الشعبية التي تأسست حديثًا بعد تسعة أيام فقط من تخرجه.

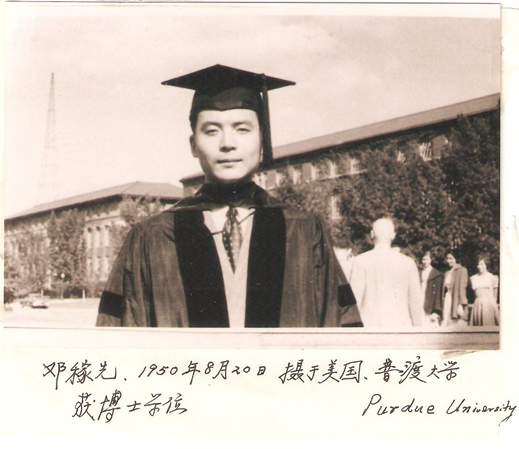
دنغ في جامعة بوردو في أغسطس 1950، بعد حصوله على الدكتوراه.

من عام 1958 وما بعدها، أمضى دينغ أكثر من 20 عامًا في العمل سراً مع فريق من العلماء الشباب على تطوير القنبلة النووية والهيدروجينية للصين، وبلغت ذروتها بالنجاح في عامي 1964 و1967. توفي في 29 يوليو 1986 في بكين.
يعتبر دنغ «أب البرنامج النووي الصيني». في عام 1999، حصل بعد وفاته على جائزة قنبلتين وقمر صناعي واحد لمساهماته في العلوم العسكرية الصينية، إلى جانب 22 عالمًا آخر.

## روابط خارجية
- دينغ جياشيان في نيويورك تايمز